# Borkowo Leśne
Borkowo Leśne – osada w Polsce położona w województwie pomorskim, w powiecie tczewskim, w gminie Morzeszczyn.